# Zygiella pulcherrima
Zygiella pulcherrima är en spindelart som först beskrevs av Zawadsky 1902.  Zygiella pulcherrima ingår i släktet Zygiella och familjen hjulspindlar. Inga underarter finns listade i Catalogue of Life.